# Ковалюв-Гурни
Ковалюв-Гурни (пол. Kowalów Górny) — село в Польщі, у гміні Водзіслав Єнджейовського повіту Свентокшиського воєводства.
Населення — 84 особи (2011).
У 1975-1998 роках село належало до Келецького воєводства.

## Демографія
Демографічна структура на день 31 березня 2011 року:
|          | Загалом | Допрацездатний вік | Працездатний вік | Постпрацездатний вік |
| -------- | ------- | ------------------ | ---------------- | -------------------- |
| Чоловіки | 41      | 12                 | 26               | 3                    |
| Жінки    | 43      | 10                 | 23               | 10                   |
| Разом    | 84      | 22                 | 49               | 13                   |